# Live and Raw...You Get What You Give
Live and Raw...You Get What You Give – album koncertowy węgierskiej grupy muzycznej Ektomorf wydany w 2006 roku, wydany w formacie DVD.
Wraz z wydawnictwem opublikowano na płycie CD zremasterowany album Kalyi Jag z 2000.

## Lista utworów na płycie DVD
1. Intro
2. Set Me Free
3. Show Your Fist
4. Instinct
5. Fuck You All
6. Burn
7. You Get What You Give
8. Gipsy
9. I Know Them
10. Serial Man
11. United Nations
12. I Will

Dodatki:
- AEA (wideo)
- I Know Them (teledysk)
- Destroy (teledysk)
- Show Your Fist (teledysk)
- Set Me Free (teledysk)
- Materiał wideo z sesji nagraniowej albumu Destroy

## Lista utworów albumuKalyi Jag
1. Son Of The Fire
2. Sunto Del Muro
3. Freely 4. Romungro
4. For You
5. For The Last Time
6. Always Believe In Your Self
7. Open Up Your Eyes
8. Save My Soul
9. The Way I Do
10. Brothersong
11. Don't Need
12. Fly
13. Kalyi Jag
14. Forgotten Fire

## Skład zespołu
- Zoltán Farkas - gitara elektryczna, gitara akustyczna
- Csaba Farkas - gitara basowa
- József Szakács - perkusja
- Tamás Schrottner - gitara